# Holly (Míchigan)
Holly es una villa ubicada en el condado de Oakland en el estado estadounidense de Míchigan. En el Censo de 2010 tenía una población de 6086 habitantes y una densidad poblacional de 770,94 personas por km².

## Geografía
Holly se encuentra ubicada en las coordenadas 42°47′56″N 83°37′23″O / 42.79889, -83.62306. Según la Oficina del Censo de los Estados Unidos, Holly tiene una superficie total de 7.89 km², de la cual 7.16 km² corresponden a tierra firme y (9.35%) 0.74 km² es agua.

## Demografía
Según el censo de 2010, había 6086 personas residiendo en Holly. La densidad de población era de 770,94 hab./km². De los 6086 habitantes, Holly estaba compuesto por el 95.02% blancos, el 1.15% eran afroamericanos, el 0.59% eran amerindios, el 0.56% eran asiáticos, el 0% eran isleños del Pacífico, el 0.77% eran de otras razas y el 1.91% pertenecían a dos o más razas. Del total de la población el 3.57% eran hispanos o latinos de cualquier raza.